# Grégoire Giraud
Pour les articles homonymes, voir Giraud.
Pierre-François-Grégoire Giraud, dit Grégoire Giraud ou Giraud du Luc, né le 17 mars 1783 au Luc (Var), et mort le 19 février 1836 à Paris, est un sculpteur français.

## Biographie
Grégoire Giraud s'installe à Paris en 1793 où il s'adonne à la littérature et à la sculpture sous la direction de Jean-Baptiste Giraud, un ami de la famille avec lequel il n'a aucun lien d'apparenté malgré l'homonymie.
Élève du sculpteur Claude Ramey, Grégoire Giraud remporte le prix de Rome de sculpture en 1806 avec une statue de Philoctète blessé à la jambe dans l'île de Lemnos. Il part alors pour la villa Médicis à Rome et reste sept ans en Italie. De retour en France, il expose au Salon entre 1814 et 1827 : il obtient une médaille d'or pour Æthra pleurant sur la tête de Phalante.
Fortement influencé par l'art de l'Antiquité, l'œuvre de Grégoire Giraud est représentative du style néoclassique, mais reste toutefois marqué par la tradition statuaire française grâce à l'étude naturaliste de ses modèles. 
En 1830, il hérite de la fortune de son maître et ami Jean-Baptiste Giraud. À sa mort, il est inhumé à Paris au cimetière du Père-Lachaise (10e division).

## Œuvres dans les collections publiques
- Aix-en-Provence, musée Granet : Ethra pleurant sur la tête de Phalante, vers 1814, modèle en plâtre d'un marbre disparu.
- Paris :
  - musée du Louvre :
    - Madame Langlois, buste en plâtre[1] ;
    - Jeune femme couchée, tenant deux enfants dans ses bras[2], ou Projet pour le tombeau de sa femme et de ses enfants[3], 1827, cire sur plâtre et bois ;
    - Chien, statue en marbre[4].

  - École nationale supérieure des beaux-arts : Philoctète blessé à la jambe, dans l'île de Lemnos, 1806, statue en plâtre[5].
- Rennes, musée des beaux-arts : Chien allongé, dessin à la mine de plomb[6].

## Galerie

Œuvres de Grégoire Giraud
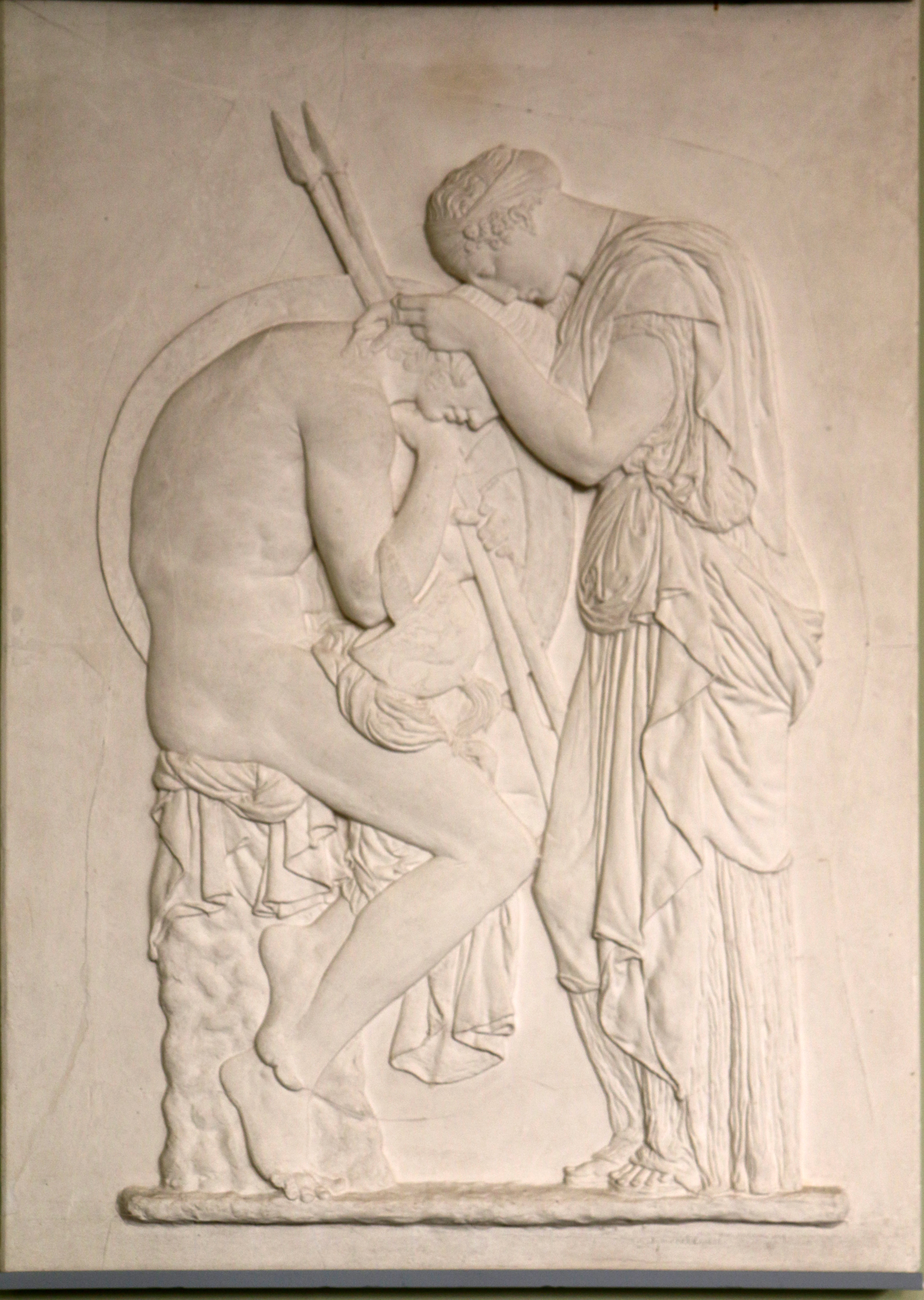
Ethra pleurant sur la tête de Phalante, Aix-en-Provence, musée Granet.
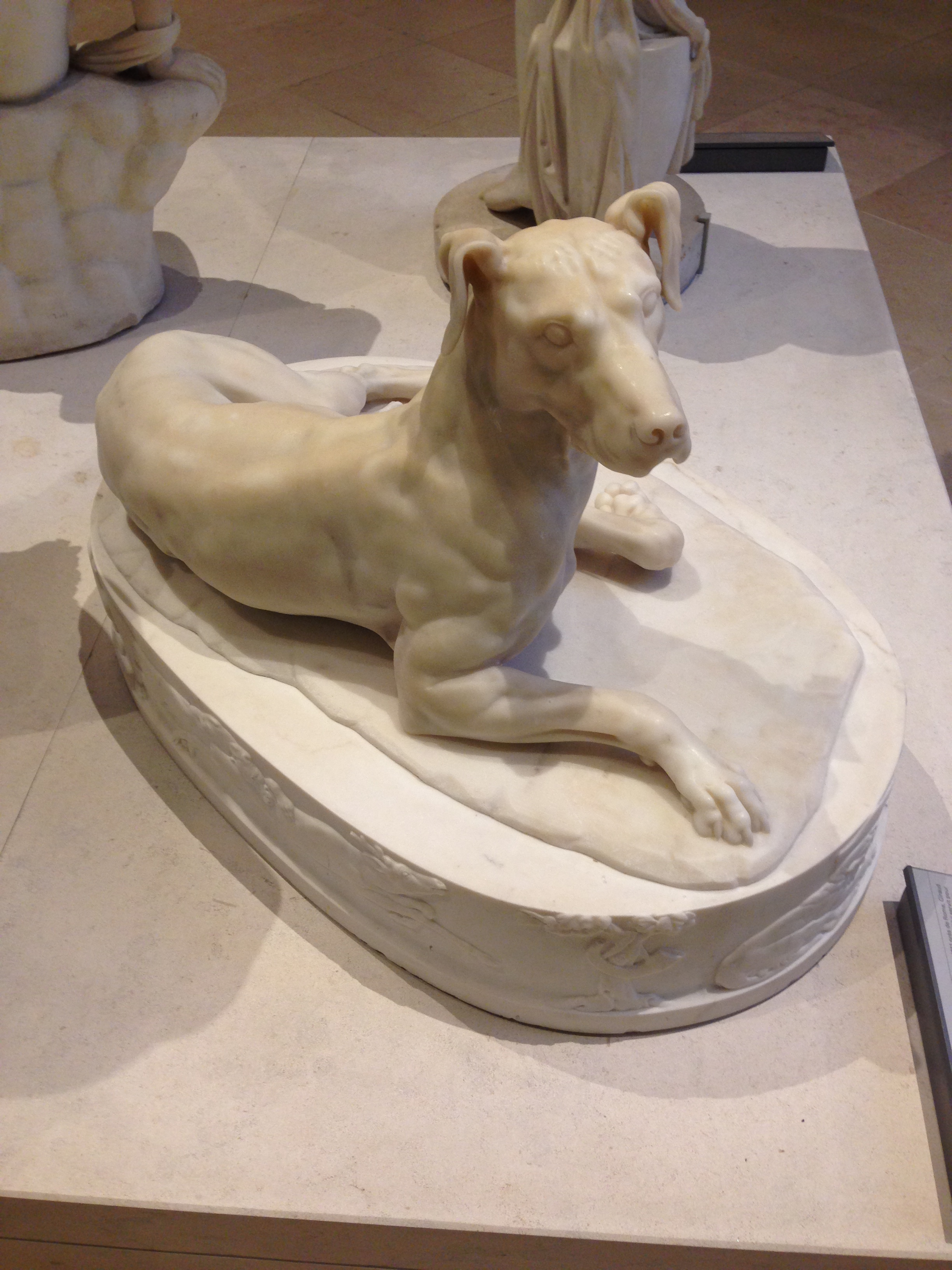
Chien, Paris, musée du Louvre.
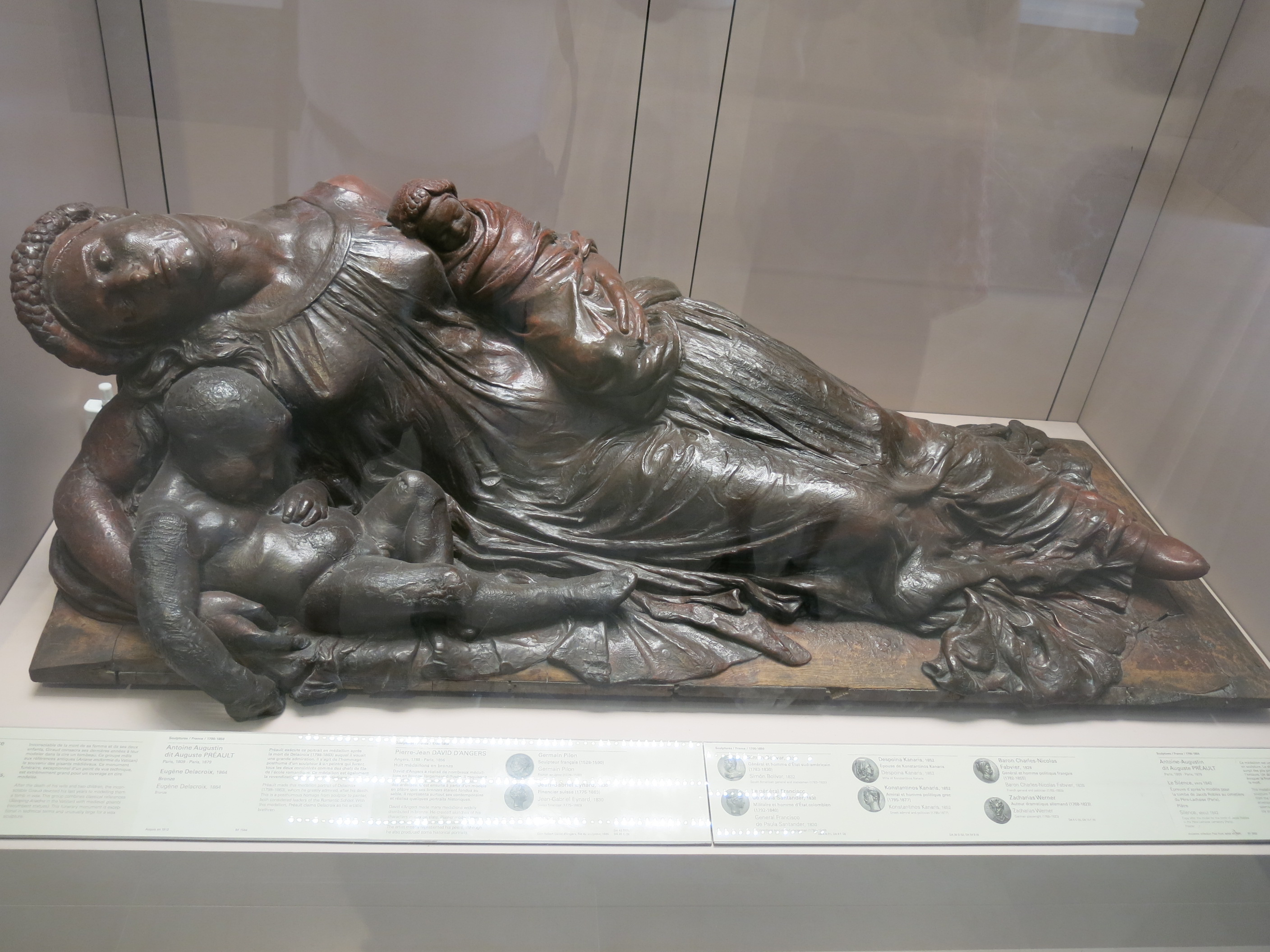
Projet pour le tombeau de sa femme et ses enfants (Louvre, RF 870).